# Biblioteca del Instituto Pratt
Las bibliotecas del Instituto Pratt es el sistema de bibliotecas académicas del Instituto Pratt. La biblioteca central está ubicada en el campus principal de Brooklyn, Nueva York, con una biblioteca sucursal en Manhattan. El enfoque de la colección incluye las artes, la arquitectura, el diseño, la ciencia de la información y los campos afines. Las existencias incluyen 200 000 volúmenes impresos, más de 600 publicaciones periódicas, libros raros, recursos de imágenes digitales, incluida la Colección de imágenes digitales específica del Instituto Pratt y los archivos del Instituto. Tiene la distinción de ser la «primera biblioteca pública gratuita en Brooklyn» y su edificio de Brooklyn es un monumento histórico de la ciudad de Nueva York. 

## Historia
La biblioteca del Instituto Pratt abrió sus puertas en 1888 en el edificio principal del campus de Pratt en el vecindario Clinton Hill de Brooklyn. En mayo de 1896 se trasladó a un nuevo edificio ubicado en Ryerson Street. Originalmente llamada Biblioteca Libre del Instituto Pratt, estaba abierta a cualquiera que viviera o trabajara en Brooklyn. Las bibliotecas sucursales de la Biblioteca Libre del Instituto Prat incluyeron la sucursal Astral-situada en la planta baja de los apartamentos Astral (otra iniciativa de Charles Pratt), y la sucursal de Long Island en la Avenida Atlantic 571. En 1940, las Bibliotecas Pratt cerraron al público. 

## Arquitectura
El edificio fue diseñado por William B. Tubby, con interiores de Tiffany & Company. El edificio de ladrillo de tres pisos fue diseñado en un estilo renacentista. Una característica del interior es una escalera y pilares de mármol . Los pisos de las estanterías de libros están hechos de vidrio y las estanterías son un diseño de Library Bureau, que incluyen estantes de roble y soportes de hierro chapados en cobre. Las primeras renovaciones incluyeron la adición de un porche para niños en 1912 para proporcionar acceso directo a la sala de niños. El North Porch fue agregado en la década de 1930 por el arquitecto John Mead Howells.  Hubo renovaciones realizadas a principios de la década de 1980 por los arquitectos Giorgio Cavaglieri y Warren Gran, que incluyeron la remoción del porche para niños a otro edificio en el campus, una ampliación subterránea que incluyó estanterías adicionales, áreas de estudio y un aula con un centro comercial al aire libre en la parte superior, y la adición de un sistema de control climático. En 1981, el edificio de la biblioteca en Brooklyn fue designado oficialmente un Monumento Histórico de la Ciudad de Nueva York por la Comisión para la Preservación de Monumentos Históricos de la Ciudad de Nueva York.

## Bibliotecarios notables
- Mary Wright Plummer: fundadora de la Pratt Library School, directora de las Bibliotecas del Instituto Pratt a partir de 1895 y directora de la ALA (Asociación de Bibliotecas de Estados Unidos) durante 1915-16.
- Isabel Ely Lord - Autora, editora y bibliotecaria principal del Instituto Pratt desde 1904 hasta 1910, y directora de la Escuela de Artes y Ciencias del Hogar de Pratt.

- Anne Carroll Moore - Bibliotecaria en la Biblioteca Pratt de 1896-1906 y defensora de las bibliotecas para niños.

- Josephine Adams Rathbone - Presidenta de la Asociación de Bibliotecas de Estados Unidos en 1931–32, "instructora en jefe" en la Escuela de Bibliotecas del Instituto Pratt de 1895 a 1911 y subdirectora de la Escuela del Instituto Pratt de 1911 a 1938.[4]

- Edward Francis Stevens - Jefe del Departamento de Referencia de Ciencias Aplicadas en la Biblioteca Libre del Instituto Pratt desde 1903-1910, y bibliotecario en la Biblioteca Pratt y director de la Escuela de Ciencias Bibliotecarias de Pratt desde 1911-1938.[5]

- Wayne Shirley - Director de la Biblioteca Pratt, decano de la Escuela de la Biblioteca Pratt y cofundador de la Mesa Redonda de Historia de la Biblioteca Estadounidense de la  ALA.

- Rice Estes - Directora de Bibliotecas del Instituto Pratt de 1955 a 1972, y esposo de la bibliotecaria y autora infantil ganadora del premio Newbery, Eleanor Estes.[6]